# Mohammad ben Ali ben Souleiman Al-Siti
Abou Abdallah Mohammad ben Ali ben Souleiman Al-Siti (en arabe : أبو عبد الله محمد بن علي بن سليمان السِّطِّيّ), est un érudit musulman du XIVee siècle, originaire de Fès. Il était un juriste malikite (faqîh) et parmi ses disciples figurait Yahya Ibn Khaldoun, frère du célèbre Ibn Khaldoun. Al-Siti bénéficiait du respect du sultan mérinide Abou al-Hassan, qui l'avait nommé professeur à sa cour. Outre son rôle d'enseignant, il exerçait les fonctions de mufti et de prédicateur à certaines occasions.
En 748 de l'Hégire (1347), Al-Siti séjourna à Tunis, où il demeura jusqu'en 750 de l'Hégire (1349). Il fit partie des personnes qui accompagnèrent le sultan mérinide Abou al-Hassan.
Durant son voyage retour depuis l'ifriqiya, Il périt en Chawwal 750 de l'Hégire (décembre 1349). Sa mort survint près de Dellys, à la suite du naufrage de la flotte mérinide, provoqué par une tempête en mer.

## Œuvre
- (ar) Charh Moukhtasar Al-Hufi [« شرح مختصر الحوفي »] (lire en ligne)